# Sparkasse Vorpommern
Die Sparkasse Vorpommern ist eine im Bereich Vorpommern tätige Sparkasse mit Sitz in Greifswald. Sie ist die zweitgrößte Sparkasse in Mecklenburg-Vorpommern.

## Geschichte
1992 wurde die Sparkasse durch den Zusammenschluss der Sparkasse Greifswald mit der Kreissparkasse Grimmen (Kreis Grimmen) gebildet. Anfang 1999 fusionierte die Sparkasse Vorpommern mit den Kreissparkassen Anklam (Kreis Anklam), Ribnitz-Damgarten (Kreis Ribnitz-Damgarten) und Wolgast (Kreis Wolgast). Am 1. Januar 2005 wurde auch die Sparkasse Hansestadt Stralsund aufgenommen. Die Vorgängerinstitute entstanden jeweils 1952 im Rahmen der Reorganisation der Sparkassen in der DDR. Mit der Zustimmung des Kreistags des Landkreises Vorpommern-Rügen am 16. Juni 2013 wurde die Sparkasse Rügen rückwirkend zum 1. Januar 2013 mit in das Institut aufgenommen.

## Wirtschaftliche Entwicklung
Die Sparkasse Vorpommern wies im Geschäftsjahr 2023 eine Bilanzsumme von 5,369 Mrd. Euro aus und verfügte über Kundeneinlagen von 4,654 Mrd. Euro. Gemäß der Sparkassenrangliste 2023 liegt sie nach Bilanzsumme auf Rang 82. Sie unterhält 77 Filialen/Selbstbedienungsstandorte und beschäftigt 646 Mitarbeiter.

## Struktur
Träger ist der Zweckverband für die Sparkasse Vorpommern. Dem Zweckverband gehören der Landkreis Vorpommern-Rügen (47,6 %), der Landkreis Vorpommern-Greifswald (26,2 %), die Hansestadt Greifswald (17,5 %) und die Hansestadt Stralsund (8,7 %) an.
Den Verwaltungsrat der Sparkasse Vorpommern bilden 15 Mitglieder, darunter der Oberbürgermeister der Hansestadt Stralsund, Alexander Badrow, der Landrat des Landkreises Vorpommern-Greifswald, Michael Sack, der Oberbürgermeister der Universitäts- und Hansestadt Greifswald, Stefan Fassbinder und der Landrat des Landkreises Vorpommern-Rügen, Stefan Kerth.